# 吹田市警察
吹田市警察（すいたしけいさつ）は、かつて存在した大阪府吹田市の自治体警察。

## 概要
大阪府では全国に先駆けて、1947年（昭和22年）12月より試験的に自治体警察制度が導入された。吹田市でも吹田市警察署が設置された。1948年（昭和23年）3月7日の旧警察法の施行により、正式に発足した。
1950年（昭和25年）3月には警察寮が完成した。そして同年8月に、拳銃が全署員に貸与された。
その2年後の1952年（昭和27年）8月に、吹田市を揺るがす大規模暴動（吹田事件）が発生している。
1954年（昭和29年）に、旧警察法が全面改正される形で新警察法が公布された。これにより国家地方警察と自治体警察が廃止され、新たに都道府県警察として大阪府警察が発足。吹田市警察も大阪府警察に統合され、姿を消した。